# Orbiting Satellite Carrying Amateur Radio

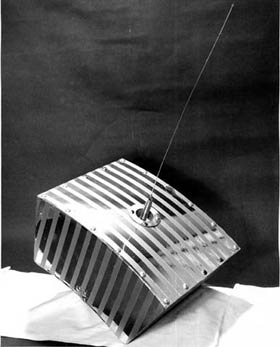
OSCAR 1.

Les satellites OSCAR constituent une flotte de satellites radioamateurs en orbite basse, réalisés par des universités ou des clubs, de faible masse, et lancés en charge secondaire, sous la direction notamment de l'AMSAT-France. Les équipements au sol sont constitués par la communauté radioamateur. Ces satellites permettent de communiquer en téléphonie (FM ou BLU) et dans des modes numériques comme le PSK31 ou le packet radio. En effet, certains de ces satellites sont des répéteurs AX.25, permettant de router les messages packet radio.
Les gammes de fréquences utilisées sont les UHF ou les VHF
Le problème de l'effet Doppler exige des logiciels de poursuite capables de calculer le décalage en fréquence nécessaire pour la communication.